# Philopterus reguli
Philopterus reguli är en insektsart som först beskrevs av Henry Denny 1842.  Philopterus reguli ingår i släktet fjäderlingar, och familjen fjäderlöss. Arten är reproducerande i Sverige.